# David Tyree
Pour les articles homonymes, voir Tyree.
(en) Statistiques sur pro-football-reference
David Mikel Tyree, né le 3 janvier 1980, est un joueur américain de football américain.
Wide receiver, il a joué pour les Giants de New York (2003–2008) et les Ravens de Baltimore (2009) en National Football League (NFL).
Il est surtout connu pour une réception improbable réalisée avec son casque lors du Super Bowl XLII. Cette action a participé à la victoire des Giants sur les Patriots de la Nouvelle-Angleterre.